# Ophiopsilinae
De Ophiopsilinae zijn een onderfamilie van slangsterren uit de familie Ophiocomidae.

## Geslachten
- Ophiopsila Forbes, 1843